# Patrícia Werneck
Patrícia Werneck Faro Barros (Rio de Janeiro, 25 de janeiro de 1980) é uma atriz brasileira.
Começou a estudar teatro na escola Tablado, no Rio de Janeiro. Chegou a se especializar nessa área nos Estados Unidos, onde também fez um outro curso de teatro. Ao voltar ao Brasil, resolveu investir na carreira de atriz. É casada com o também ator André Barros, com quem tem um filho Antônio Werneck Barros, nascido dia 31 de julho de 2010.

## Carreira

### Na Televisão
| Ano  | Título                       | Personagem                      |
| ---- | ---------------------------- | ------------------------------- |
| 2003 | Malhação                     | Bruna                           |
| 2005 | Mandrake                     | Lili                            |
| 2006 | JK                           | Sílvia Faria (Silvinha)         |
| 2007 | Paraíso Tropical             | Camila Veloso Schneider Navarro |
| 2009 | Uma Noite no Castelo         | Esmeralda                       |
| 2009 | Mutantes - Promessas de Amor | Marli                           |
| 2011 | Cordel Encantado             | Teinha                          |
| 2012 | Gabriela                     | Noviça Bianca                   |

### Como Assistente de Direção
- Joia Rara (2013)
- Elas por Elas (2023)

### No Teatro
- Alice no País das Maravilhas .... Lebre